# Cserföld
Cserföld (korábban Cserencsócz, szlovénül: Črenšovci) falu és a hasonló nevű község központja Szlovéniában, a Muravidéken, a Pomurska statisztikai régióban.

## Fekvése
Muraszombattól 14 km-re délkeletre, a Csernec-patak jobb partján fekszik.

## Története
Területén már az újkőkorszakban is éltek emberek. Ezt bizonyítják az itt feltárt neolit telep maradványai.
A település első írásos említése 1379-ből származik "Chremsouch" néven. 1481-ben "Cheremchowcz" alakban említik. E két adat bizonyosan a településre vonatkozik. Ezen kívül a 15. században többször említenek egy Csernec nevű birtokot, sőt megyét is mely alatt feltehetően a Csernec-patak völgyének vidékét értik. Így 1405-ben "Poss Chernech", 1428-ben "Chernech in tenutis Chernechmegye", 1430-ban "In tenutis Chornech", 1455-ben "Cherneczmegye" alakban bukkan fel a korabeli forrásokban. Csernec nevű falu ma nincs, de mivel Cserencsóc a Csernec völgyének közepén található, ezen említések is a mai település vidékére vonatkoznak.
A 15.–17. században a belatinci uradalom része volt, s az alsólendvai Bánffy család birtokolta. A hagyomány szerint környéken annak idején Mátyás király is megfordult, de nem tudni járt-e a faluban. A Bánffyakat  a Csákyak követték, akik alig egy évszázadig voltak a falu birtokosai, végül a 19. század a Gyika család kezében volt az uradalom. Közigazgatásilag Zala vármegye része volt, lakói szlovénok már évszázadok óta. A 19. században még Cserencsóc néven szerepelt a térképeken a falu, amit a kiegyezést követően néhány évtizeddel magyarosítottak Cserföldre.

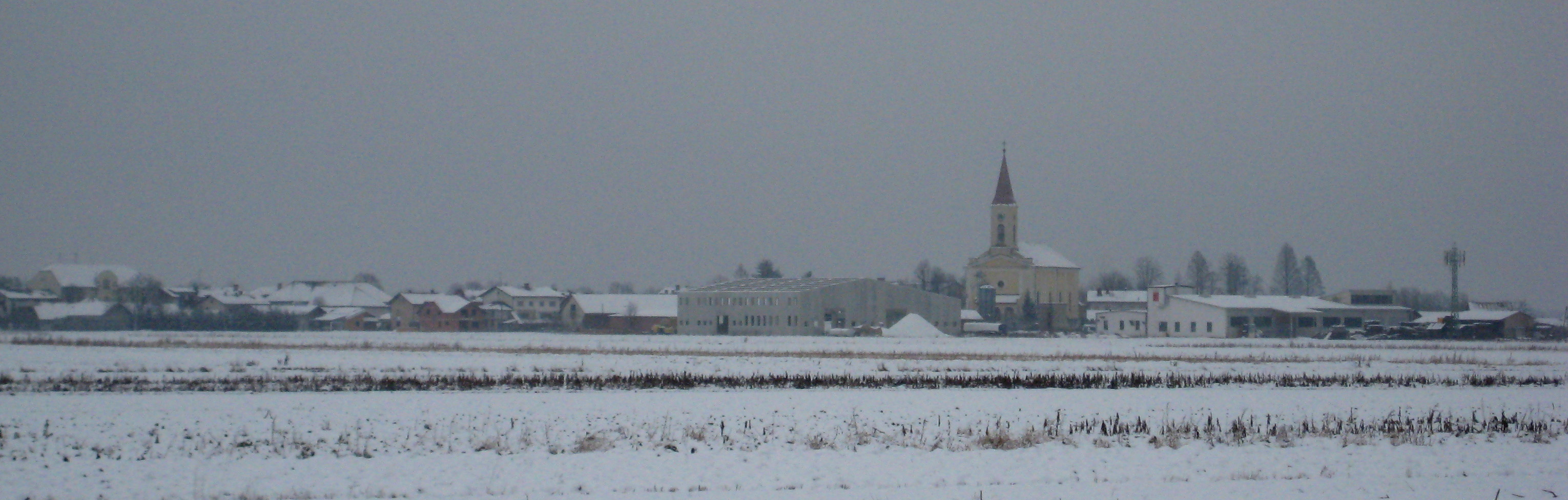
Cserföld látképe

Vályi András szerint " CSERENYSÓCZ. Cserenesovetz. Magyar, és tót falu Szala Vármegyében, földes Ura Csáky Uraság, lakosai katolikusok, fekszik Turnitska mellett, ’s ennek filiája, vagyonnyaira nézve lásd Gummiliczát, mellyhez hasonló, nevezetes termékenységéhez, ’s vagyonnyaihoz képest, első Osztálybéli."
Fényes Elek szerint " Cserencsócz, vindus falu, Zala vármegyében, 600 kath. lak., paroch. templommal. A bellatinczi uradalomhoz tartozik."
1910-ben 1094, túlnyomórészt szlovén lakosa volt.
Közigazgatásilag Zala vármegye Alsólendvai járásának része volt. 1919-ben a Szerb–Horvát–Szlovén Királysághoz csatolták, ami tíz évvel később vette fel a Jugoszlávia nevet. 1941-ben a Muramentét a magyar hadsereg visszafoglalta és 1945-ig ismét Magyarország része volt, majd a második világháború befejezése után végleg jugoszláv kézbe került. 1991 óta a független Szlovén Köztársaság része. 2002-ben a községnek 4080, Cserföldnek magának 1181 lakosa volt.

## Nevezetességei
- A Szent Kereszt tiszteletére szentelt római katolikus temploma eredetileg 1322-ben épült. 1698-ban barokk stílusban építették át. Mai formáját az 1860-as neoreneszánsz átépítés során nyerte el.
- A faluban több, a 20. század elején épített jellegzetes családi ház található, melyek kulturális védelem alatt állnak.

## Híres emberek
- Szabár Jakab író – a falu plébánosa volt és itt is temették el
- Tkálecz Vilmos a Vendvidéki Köztársaság alapítója – itt dolgozott kántortanítóként

## Kapcsolódó szócikk
- Cserföldi pogrom